# 油圧装置調整技能士
油圧装置調整技能士（ゆあつそうちちょうせいぎのうし）とは、国家資格である技能検定制度の一種で、都道府県職業能力開発協会（問題作成等は中央職業能力開発協会）が実施する、油圧装置調整に関する学科及び実技試験に合格した者をいう。

## 概要
油圧装置調整作業に必要な技能を認定する国家資格(名称独占資格)である。
等級には、1級及び2級があり、それぞれ上級技能者、中級技能者が通常有すべき技能の程度と位置づけられている。
なお職業能力開発促進法により、油圧装置調整技能士資格を持っていないものが油圧装置調整技能士と称することは禁じられている。

## 実技作業試験内容（油圧装置調整作業）
- 1級
  - 作業試験：油圧装置(ベースにブラケット2個)の据付け(心出し)について行う。試験時間＝1時間20分
  - ペーパーテスト：油圧回路図の読図及び作成、油圧装置の運転調整及び故障発見、油圧機器の機能等について行う。試験時間＝2時間
- 2級
  - 作業試験：油圧装置(ベースにブラケット1個)の据付け(心出し)を行う。試験時間＝1時間20分
  - ペーパーテスト：油圧回路図の読図及び作成、油圧装置の運転調整及び故障発見、油圧機器の機能等について行う。試験時間＝2時間